# David Revoy
Pour les articles homonymes, voir Revoy.
David Revoy, connu également sous le surnom Deevad, né le 18 juin 1981 à Reims est un illustrateur, auteur de bande dessinée, graphiste et auteur de différents tutoriels autour des logiciels libres français.
Il a notamment participé à des projets libres comme MyPaint, Blender et Krita. Il a également utilisé Alchemy pour les processus de création sous contrainte et travaillé avec David Tschumperlé et Sébastien Fourey (laboratoire GREYC, CNRS), à l'ajout dans G'MIC d'un module de mise en couleur pour la bande dessinée.

## Biographie

### Enfance et formation
David Revoy est né le 18 juin 1981 à Reims.
Il est influencé par les jeux vidéo tels que Secret of Mana et Final Fantasy VII, et par l'auteur de manga, Akira Toriyama (Dragon Ball), il pratique dans sa jeunesse des jeux de rôle, mais ne s’intègre pas dans la catégorie des passionnés.
Il commence un baccalauréat technologique en arts appliqués, puis quitte la voie scolaire pour faire de la peinture sur toile et travaille comme portraitiste de rue. Il s'oriente ensuite rapidement vers l'illustration. L'arrivée des outils informatiques, tablette graphique et PC le séduisent et deviennent rapidement ses principaux outils.

### Carrière
Entre 1999 et 2009, il utilise et enseigne Photoshop et Corel Painter. Mais une migration de Windows XP vers Windows Vista rend soudainement ces logiciels incompatibles, à moins de débourser l'équivalent d'un mois de salaire pour l'achat de packs de compatibilité. Cet événement le pousse à s'orienter vers les logiciels libres, avec pour commencer MyPaint et Gimp.
En 2009 et 2010, il participe en tant que directeur artistique au projet Durian de la Blender Foundation, dont l'un des buts est de mettre à l'épreuve Blender, et qui aboutit au court-métrage Sintel, réalisé par Colin Levy.
Il crée un ensemble de brosses pour MyPaint. Son deuxième ensemble de brosses est intégré en septembre 2009, ainsi qu'une palette de couleurs ajoutée en juillet 2012.
En octobre 2012, il anime plusieurs ateliers et une présentation à la 13e conférence d'imagerie numérique internationale, VIEW Conference, à Turin, en Italie sur l'utilisation de différents logiciels libres : Gimp, Krita, Mypaint et Alchemy.
En avril 2013, des discussions ont lieu entre les équipes de développement de GIMP, Krita et MyPaint, pour un format commun de paquet de brosses. libMyaint est ensuite utilisée dans Krita, permettant l'utilisation de son système de brosses initialement conçu pour MyPaint et l'intégration des brosses de David Revoy.
En septembre 2013, il est publié dans l'album d'œuvres numériques de la CG Society, Exposé 11 qui regroupe des œuvres sélectionnées d'artistes numériques.
À partir de 2014 parait sur son blog une suite d'histoires courtes sous licence Creative Commons connue sous le nom de Pepper&Carrot. En 2016, cette suite d'histoires courtes est rassemblée en chapîtres qui sont édités par les éditions Glénat. Les éditions Glénat reversent à l'auteur une somme mensuelle. En contrepartie, Glénat s'engage à respecter la licence Creative Commons.
La publication sous licence libre de cette BD, à la suite d'un article de Calimaq (Lionel Maurel, juriste et bibliothécaire) provoque une levée de boucliers de certains auteurs, comme Béhé, rejoint par Boulet, réagissent vivement dans les commentaires de l'article, pas contre la démarche de l'auteur, mais parce que les éditeurs papier, qui rechignent à payer décemment les auteurs, acceptent de publier des auteurs sans les payer. La SNAC BD publie sur sa page Facebook un message où elle critique la démarche avec un salaire mensuel de 350 €, reconnaissant que le versement est facultatif étant donné la licence, mais que celle-ci est mal venue de la part de l'éditeur dans un contexte de paupérisation de la profession. D'autres y voient d'un mauvais œil la distribution gratuite d'œuvres, que cela dévaloriserait la profession, alors qu'ils ont eux-mêmes du mal à en vivre. Des spécialistes de la BD (par exemple sur le site Du9) voient au contraire la démarche originale de David Revoy d'un bon œil, comme une méthode transverse pour tenter de vivre, en demandant des dons (forme de souscription) aux lecteurs pour se financer.
En 2015, il travaille avec David Tschumperlé et Sébastien Fourey à l'ajout dans G'MIC d'un module de mise en couleur pour la bande dessinée, développé par le laboratoire GREYC (une unité de recherche publique située à l'ENSICAEN, Caen, en France et affiliée au CNRS). Il redessine alors la mascotte de G'MIC, Gmicky.
En septembre 2017, il donne des cours de peinture numérique, plus précisément de la restauration numérique d'œuvres, sous Krita, dans l'université de Cergy-Pontoise, près de Paris. Il y assiste le professeur Nicolas Priniotakis, qui donne des cours depuis plusieurs années sur des logiciels libres tels que Blender et plus récemment Krita sur distribution Arch Linux, Manjaro Linux.
En octobre 2017, David Revoy illustre la campagne Contributopia de Framasoft.
En octobre 2017 également, il travaille à la direction artistique de Spring, réalisé par Andy Goralczyk, un court métrage de la Blender Foundation, qui doit mettre à l'épreuve les nouvelles fonctionnalités de Blender 2.8,.
Initié en juin 2017 puis relancé en octobre 2019, David Revoy travaille sur l'auto-édition de sa bande-dessinée Pepper&Carrot dans sa version anglaise. Un an plus tard, il publie les trois premiers tomes ainsi qu'un tome spécial The Art of Pepper&Carrot dans lequel on retrouve de nombreux croquis et illustrations annotés d'explications de l'auteur.

## Œuvres

### Bandes dessinées
- 2016 : David Revoy, Pepper&Carrot : Potions d'envol, t. 1, Glénat, août 2016, 72 p. (ISBN 978-2-344-01725-8 et 2-344-01725-9, BNF 45113476) bande-dessinée sous licence Creative Commons Attribution 4.0
- 2017 : David Revoy, Pepper&Carrot : Les sorcières de Chaosah, t. 2, Glénat, avril 2017, 72 p. (ISBN 978-2-344-02222-1 et 2-344-02222-8, BNF 45258579) bande-dessinée sous licence Creative Commons Attribution 4.0
- 2019 : David Revoy, Pepper&Carrot : L’effet papillon, t. 3, Glénat, août 2019, 64 p. (ISBN 978-2-344-03567-2 et 2-344-03567-2, BNF 45792746) bande-dessinée sous licence Creative Commons Attribution 4.0
- 2022 : David Revoy, Pepper&Carrot : Tout bascule, t. 4, Glénat, mars 2022, 64 p. (ISBN 978-2-344-04882-5 et 2-344-04882-0, BNF 46997606) bande-dessinée sous licence Creative Commons Attribution 4.0

### Illustration

#### Jeux de sociétés
Illustrations pour :
- 2008 : Bobby Sitter de Jean-Marc Courtil, chez Asyncron Games ;
- 2008 : Les Faiseur d'Univers de Nicolas Maillet, chez Pygmoo ;
- 2009 : Lutinfernal de Jérôme Mercadal, chez Pygmoo.

#### Musique
Illustration pour :
- 2007 : Album Voyage en Féerie du Quatuor Éolia.

### Vidéogrammes

#### Animation
- 2010 : Sintel (projet Durian) de Colin Levy, court métrage d'animation 3D, comme directeur artistique sous licence Creative Commons Attribution 3.03[6].
- 2012 : Tears of Steel de Ian Hubert, court mégrage libre vidéo utilisant Blender, dont il a fait les concept par l'art et storyboard.
- 2015 : Cosmos Laundromat de Mathieu Auvray, co-directeur artistique avec Sarah Feldlaufer.
- 2018 : Spring de Andy Goralczyk, directeur artistique[16].

#### Éducation
- 2010 : Chaos&Evolutions : Digital painting, Concept art (plus de 20 heures, licence Creative Commons), Blender Foundation
- 2011 : Blend&Paint : Paint over Blender 3D models (2 heures, licence Creative Commons 3 Attribution), Blender Foundation[18]

## Galerie

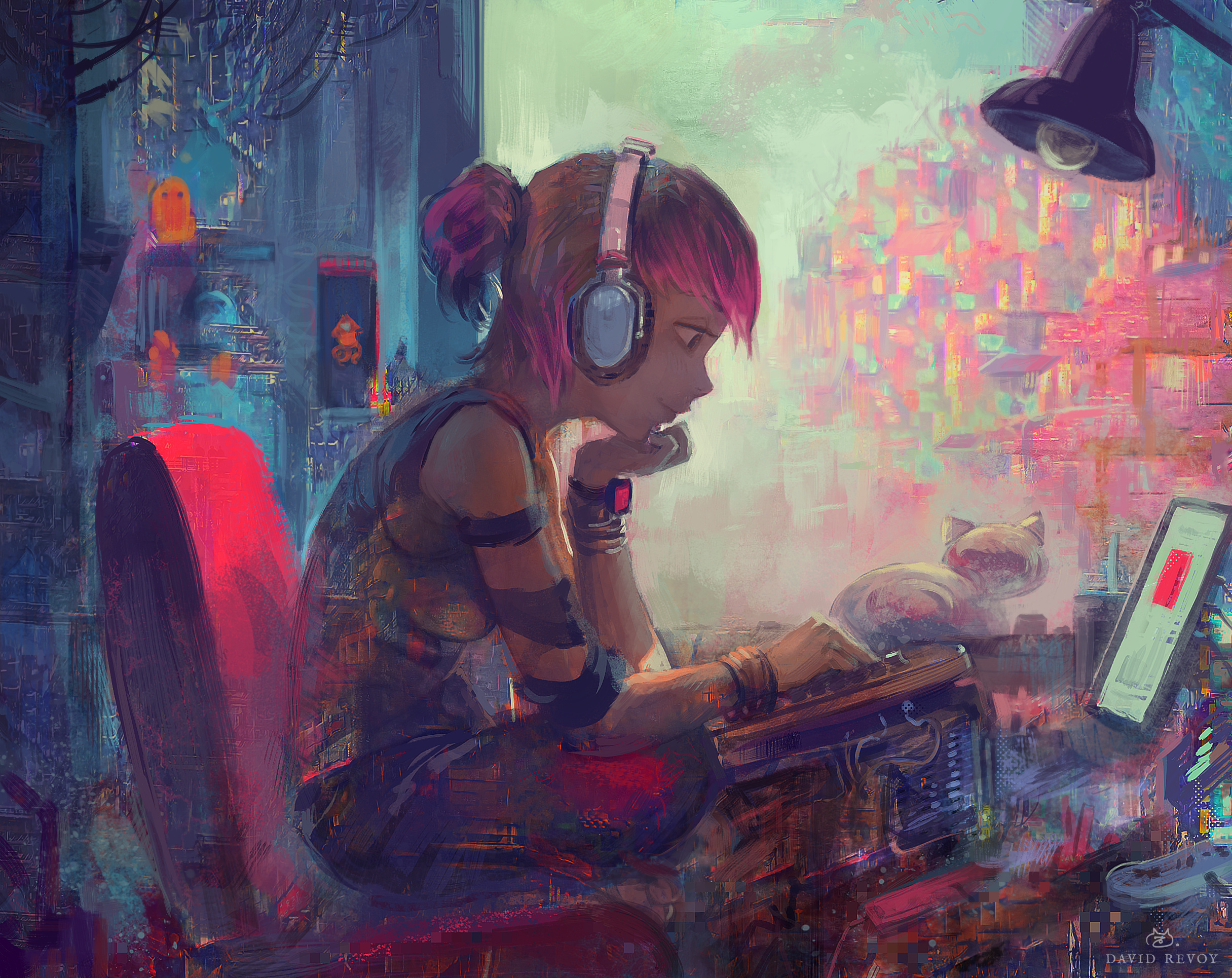
Dessin de David Revoy en style cyberpunk, inspiré du personnage de Lofi Girl.
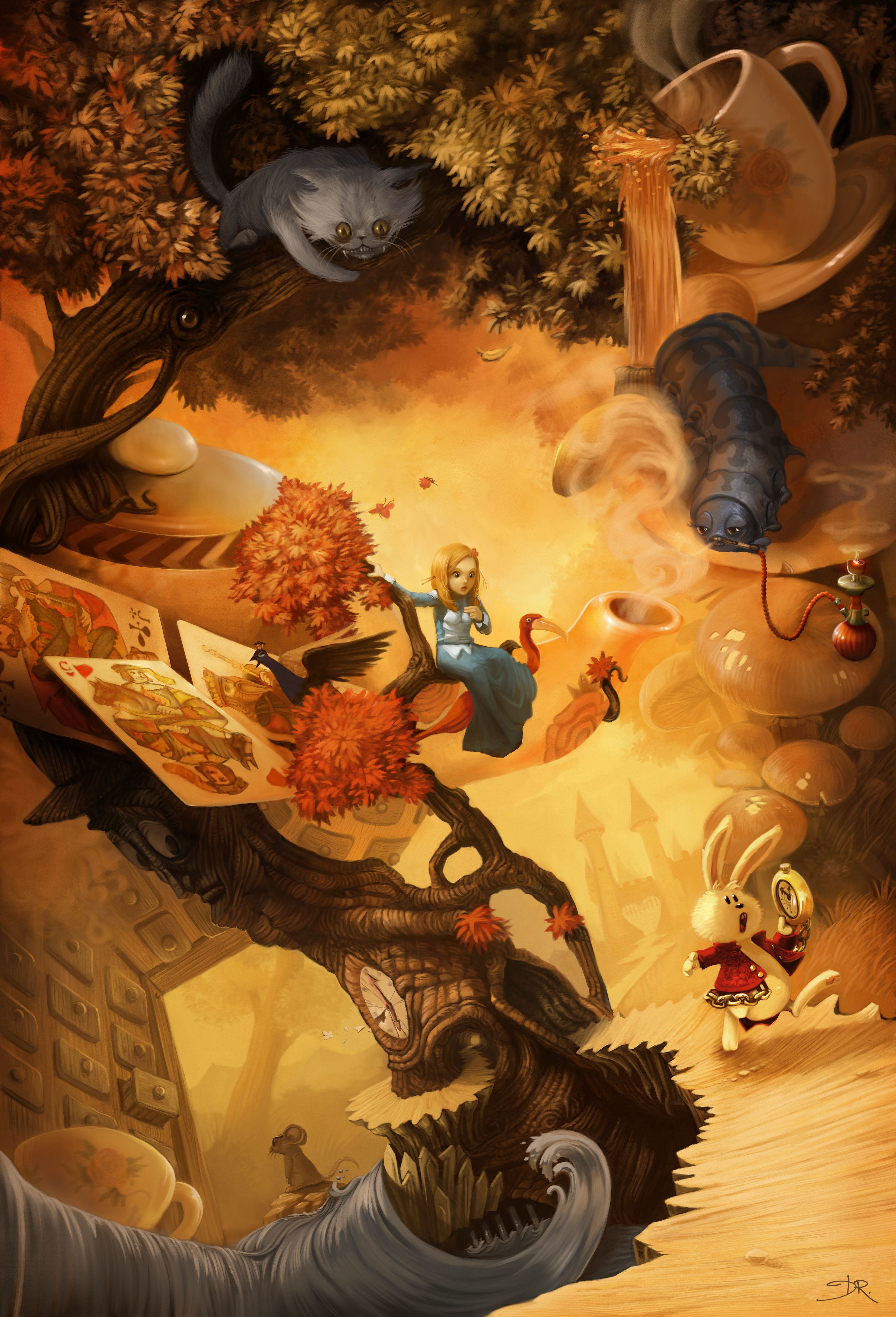
Alice in Wonderland (Alice au pays des merveilles, sans doute), dans l'inspiration de Alice's Adventures in Wonderland, par David Revoy. Juillet 2010.
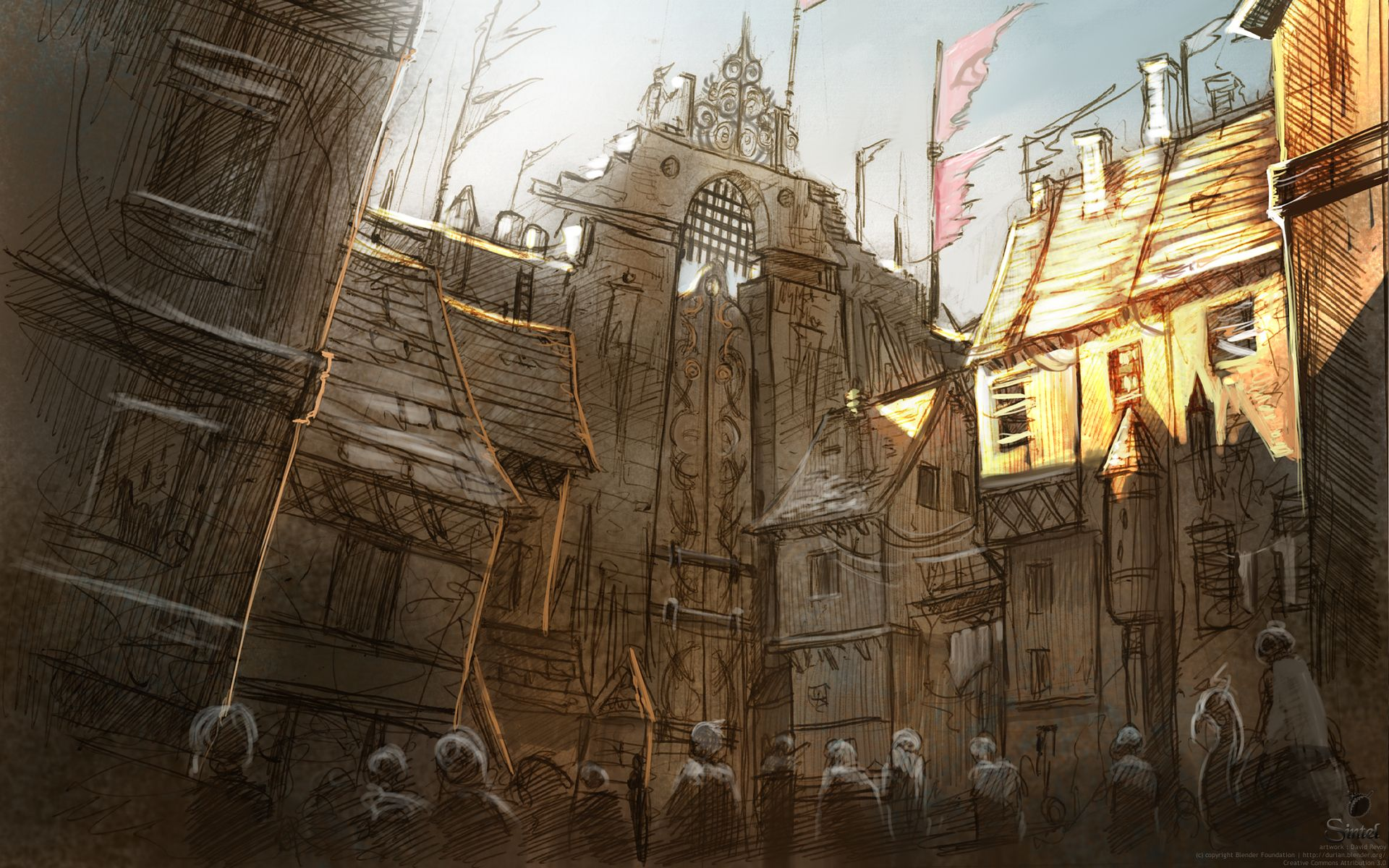
Concept de cité pour Sintel par David Revoy.
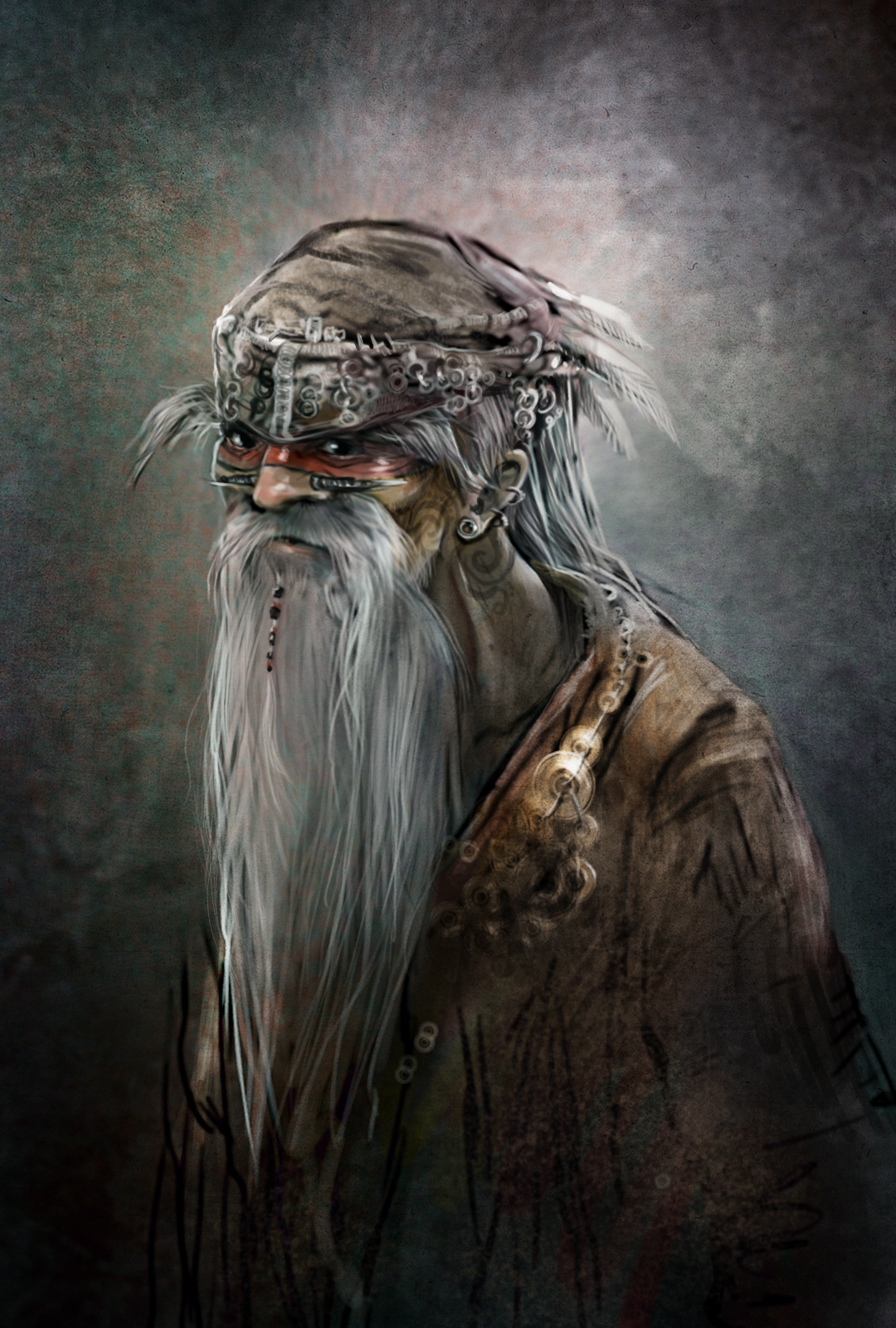
Chaman pour le projet Durian (Sintel).
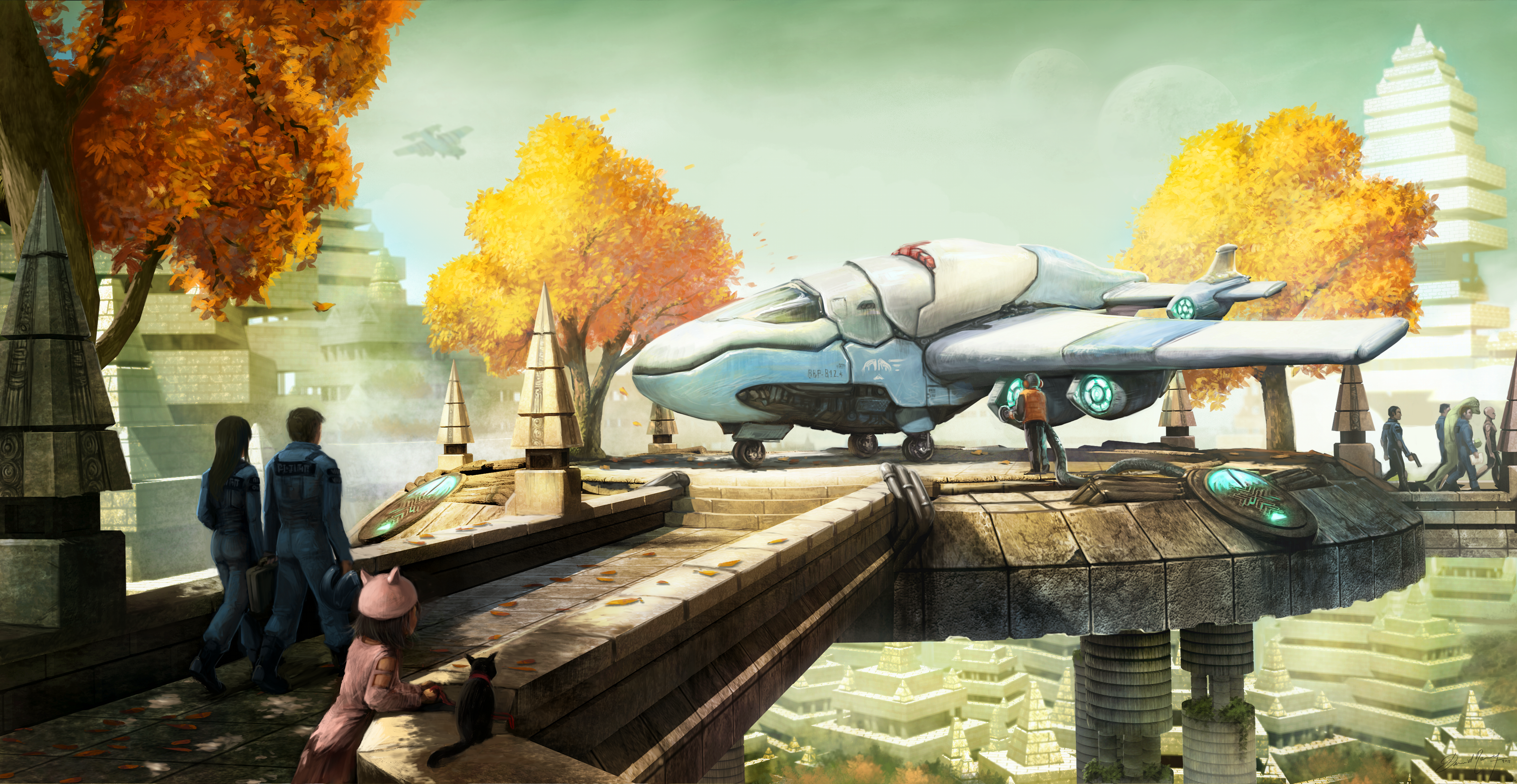
Illustration pour la vidéo éducative Blend&Paint.